# Rudolf Jettel
Rudolf Jettel (* 21. März 1903 in Wiener Stadtbezirk Favoriten; † 23. November 1981 ebenda) war ein österreichischer Komponist, Klarinettist und Hochschullehrer.

## Leben und Wirken
Jettel absolvierte eine Ausbildung als Instrumentenbauer und studierte Klarinette und Komposition an der damaligen Wiener Musikakademie, unter anderem bei Viktor Polatschek (1889–1948).
Jettel war Soloklarinettist der Wiener Philharmoniker und hatte von 1957 bis 1978 einen Lehrauftrag an der Hochschule für Musik in Wien. Zu seinen Schülern zählten unter anderem die späteren Soloklarinettisten der Wiener Philharmoniker und Universitätsprofessoren Peter Schmidl und Horst Hajek sowie der spätere Soloklarinettist der Wiener Symphoniker und der Berliner Philharmoniker und Universitätsprofessor Alois Brandhofer.
Er beschäftigte sich intensiv mit dem Bau und der Entwicklung von Holzblasinstrumenten.
Er komponierte verschiedene Kammermusiken, wie Streichquartette, Bläserquintetten und Sonaten. Insbesondere seine grundlegenden pädagogischen Werke für Klarinette und Saxophon sind in der Fachwelt anerkannt. Des Weiteren schrieb er auch Werke für Zupfinstrumente wie Mandolinen.

## Auszeichnungen

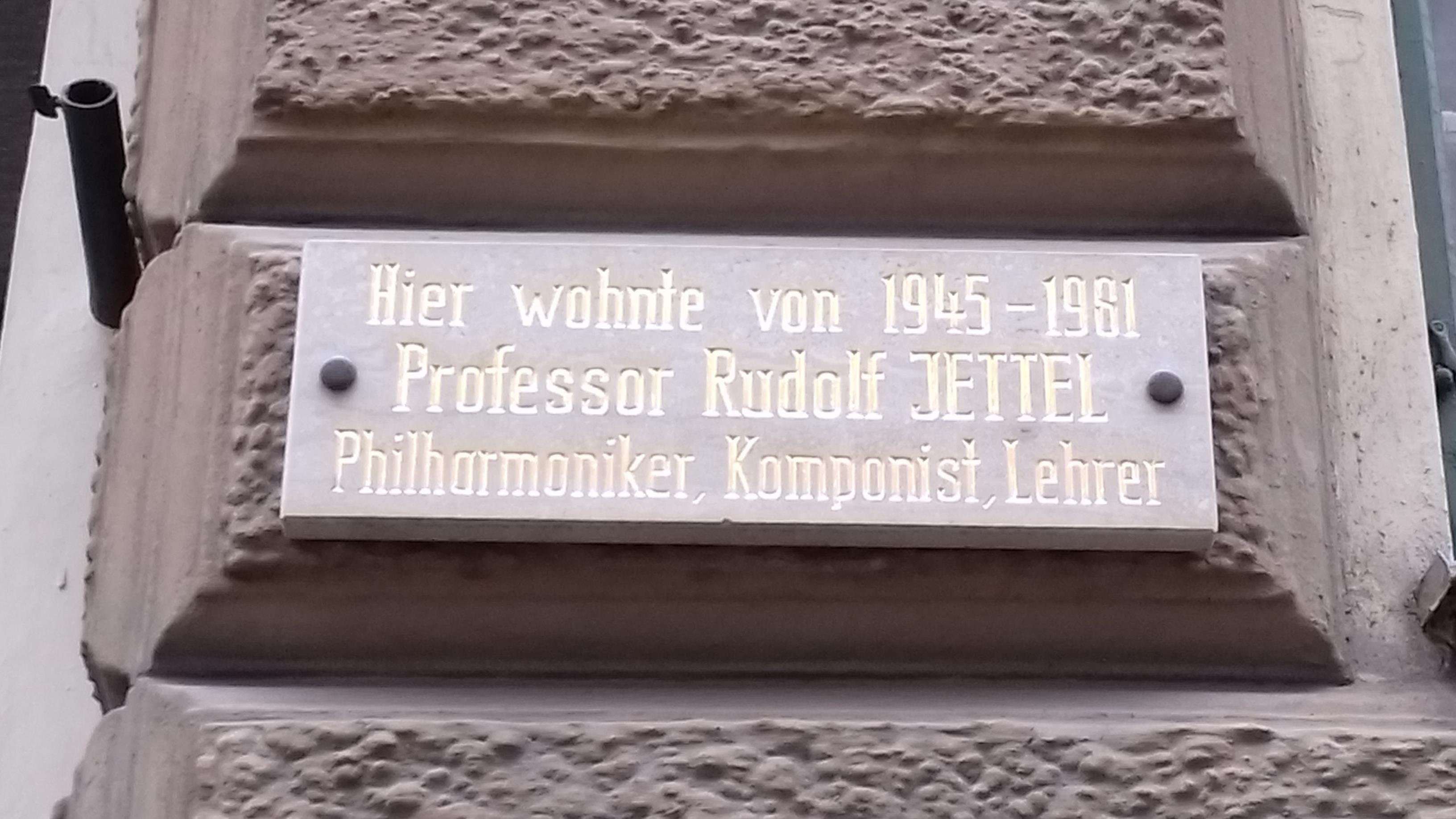
Gedenktafel am Haus Apfelgasse 3

- 1967: Silbernes Ehrenzeichen des Landes Salzburg[1]
- Verleihung des Berufstitels Professor[1]
- Silbernes Ehrenzeichen für Verdienste um die Republik Österreich[1]